# Global StarCraft II Team League
Global StarCraft II Team League (сокр. GSTL) — корейская киберспортивная командная лига по StarCraft II, проводимая с 2011 по 2013 год федерацией eSports Federation (eSF).
После выхода StarCraft II, корейская киберспортивная организация KeSPA и большинство команд отказались переходить со StarCraft: Brood War на эту дисциплину. Перешедшие игроки стали самоорганизовываться в команды, которые затем объединились в eSF и начали проводить GSTL. Изначально Global StarCraft II Team League проводилась в виде четырёхдневного турнира, однако в июне 2011 года была реструктуризована в полноценную лигу, один сезон которой длился более трёх месяцев. В сентябре 2013 года лигу начали покидать команды, переходящие в StarCraft II Proleague от KeSPA, что привело к закрытию GSTL.

## История
После выпуска StarCraft II, корейская киберспортивная организация KeSPA отказалась переходить на эту дисциплину вплоть до 2012 года. Игроки, перешедшие в StarCraft II, начали самостоятельно объединяться в команды, и со временем организовали федерацию eSports Federation (eSF). Примерно в это же время была создана Global StarCraft II Team League.
Первый турнир GSTL прошёл 7—10 февраля 2011 года. Все матчи проводились на студии GOMTV и транслировались на корейском и английском языках. Призовой фонд составил приблизительно 13 500 долларов США, из которых 9000 выдавались команде-победительнице и 4500 — команде, занявшей второе место.
В июне 2011 года было объявлено о реструктуризации GSTL. Вместо короткого четырёхдневного турнира была организована полноценная лига, длящаяся более трёх месяцев, а число команд-участниц возросло с 8 до 12, разделённых на две группы. Кроме того были приглашены иностранные игроки: к команде WeMadeFOX присоединилось три некорейских киберспортсмена, в том числе Йохан «NaNiwa» Луккези, а некорейская команда FXOpen e-Sports стала полноценной участницей.
В 2012 году eSF заключила партнёрское соглашение с IGN, в рамках которого финалы GSTL проводились 6—8 апреля в Лас-Вегасе, одновременно с IGN Proleague 4. 2012 GSTL Season 1 стал первым турниром, проводящимся за пределами Кореи. В решающем матче встретились Ли «MarineKing» Чан Хун из Prime и Вон «PartinG» Ли Сак из StarTale. MarineKing проигрывал игру, но внезапно его компьютер потерял соединение с сервером и игра была завершена. Судьи назначили переигровку, которая закончилась победой MarineKing для Prime. Возмущённые фанаты начали скандировать «We want LAN!» (с англ. — «мы хотим поддержку игры по локальной сети!»), несмотря на то, что, по уверением админов, дисконнект случился между компьютером MarineKing и внутренней сетью, то есть игра завершилась бы даже в том случае, если бы она велась не через сервера Battle.net.
В феврале 2013 года был анонсирован турнир GSTL Pre-Season по StarCraft II: Heart of the Swarm, которая на тот момент проходила бета-тестирование. Pre-Season стал первым командным турниром по HotS и должен был продолжиться сезонными командными лигами
В сентябре 2013 года лигу покинули три команды, стоявшие у основания лиги — MVP, Prime и Incredible Miracle; они перешли в Proleague от KeSPA. В декабре закрылся ещё один участник GSTL — команда SouL, которую покинул спонсор и все ведущие игроки. В результате этих событий GSTL была закрыта.

## Турниры
| Год  | Название турнира                               | Победитель         | Счёт | Второе место       |
| ---- | ---------------------------------------------- | ------------------ | ---- | ------------------ |
| 2011 | 2011 Global StarCraft II Team League February  | Incredible Miracle | 5:4  | StarTale           |
| 2011 | 2011 Global StarCraft II Team League March     | SlayerS            | 5:4  | Incredible Miracle |
| 2011 | 2011 Global StarCraft II Team League May       | SlayerS            | 5:4  | MVP                |
| 2011 | 2011 Global StarCraft II Team League Season 1  | MVP                | 5:3  | Prime              |
| 2012 | 2012 Global StarCraft II Team League Season 1  | Prime              | 5:2  | StarTale Quantic   |
| 2012 | 2012 Global StarCraft II Team League Season 2  | FXOpen e-Sports    | 5:0  | SlayerS            |
| 2013 | 2013 Global StarCraft II Team League Preseason | Incredible Miracle | 4:2  | AZUBU              |